# Birth of Joy
Birth of Joy je nizozemská rocková skupina z Utrechtu. Vznikla v roce 2005. Své první album Make Things Happen vydala vlastním nákladem v roce 2010, stejné album vyšlo v následujícím roce znovu s odlišným obalem u vydavatelství Suburban Records. Roku 2012 skupina vydala své první koncertní album, které dostalo název Life in Babalou. Zatím poslední nahrávkou je deska Prisoner vydaná v roce 2014. Ve své hudbě se členové kapely nechávají inspirovat psychedelickým rockem šedesátých a sedmdesátých let.

## Diskografie
- Make Things Happen (CD, 2010, vlastní vydání)
- Make Things Happen (EP, 2011 Suburban Records)
- Make Things Happen (CD, 2011, Suburban Records, nový design obalu)
- Life in Babalou (LP + CD, 2012 Suburban Records)
- The Sound of Birth of Joy (kompilace, CD, 2013, Modulor / Grand Palais)
- Prisoner (LP + CD, 2014, SPV/Long Branch, Suburban Records)
- Live at Ubu (3LP + 2CD, 2015)
- Get Well (LP + CD, 2016, Suburban Records)

- Hyper Focus (LP, 2018, Glitterhouse Records)